# 日本フットサルトップリーグ
一般社団法人日本フットサルトップリーグ（にほんフットサルトップリーグ）は、日本におけるフットサルのリーグ戦の運営を行う組織である。

## 概要
日本サッカー協会と共に、日本フットサルリーグ（Fリーグ）および日本女子フットサルリーグを主催している。日本トップリーグ連携機構にも参加。

## 歴史
2021年10月2日、日本フットサル連盟臨時理事会、臨時評議員会にて同連盟で管理、事業実施を行ってきた「日本フットサルリーグ（Fリーグ）」と「日本女子フットサルリーグ」について、新法人を設立し、2022年4月より移管することが決まった。
2022年4月1日、一般社団法人日本フットサルトップリーグ設立。
2024年6月の役員改選で、元サッカー日本代表で、FリーグでもY.S.C.C.横浜でプレー経験のある松井大輔が新理事長に就任した。
2025年3月6日、メットライフ生命保険と5年間のタイトルパートナー契約を結んだ。

## 役員
2024年7月18日現在
| 役職     | 氏名       | 所属                                     |
| -------- | ---------- | ---------------------------------------- |
| 理事長   | 松井大輔   |                                          |
| 副理事長 | 上田浩一   |                                          |
| 副理事長 | 久保田圭一 | アビームコンサルティング株式会社執行役員 |
| 専務理事 | 小野寺隆彦 |                                          |
| 監事     | 須永功     |                                          |
| 監事     | 高田沙代子 |                                          |

### 元役員
- 藤口光紀
- 原田理人